# Schenectady
Schenectady é uma cidade localizada no Condado de Schenectady, no estado de Nova Iorque (Estados Unidos), a aproximadamente 29 km de distância da capital Albany. a cidade tem uma população de 66,135censo 2000, distribuidos em uma área de aproximadaemnte 28 km², sendo a 9ª maior cidade de Nova Iorque.

## Topologia
A etimologia do toponimo Schenectady é proveniente do termo "skahnéhtati", da língua nativa Mohawk, que significa "próximo aos pinheiros" ou "lugar além dos pinheiros".

## Geografia
A cidade possui um clima do tipo continental úmido (classificação: Köppen-Geiger - Dfb).